# Hippies

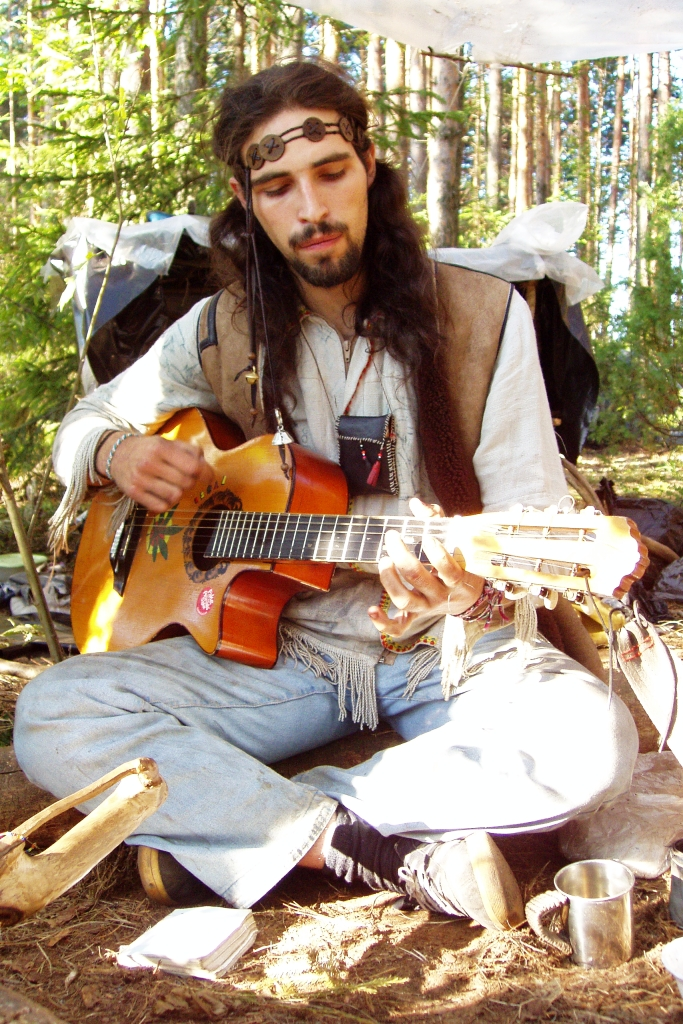
Zpěvák z moderního ruského hnutí hippies

Protijaderný znak – kombinace znaků „ND“ (jako nuclear disarmament, „jaderné odzbrojení“) v semaforové abecedě – se díky hnutí hippies stal světoznámým symbolem míru a pacifismu

Hippies [hipíz], jedn. čís. hippie, děti květin neboli Květinové hnutí, je kontrakulturní hnutí, které vzniklo v 60. letech v USA. Vymezovalo se vůči většinové kultuře a konzumní společnosti představované střední třídou a vyznačovalo se mírumilovností a svobodomyslností včetně propagace volné lásky. Utvářelo se v kontextu odporu k válce ve Vietnamu shrnutého do hesla Make love, not war („Milujte se, neválčete“). Centrum hnutí bylo v Kalifornii, kde se v roce 1967 konalo masové setkání hippies zvané Léto lásky.
Jednalo se o  hnutí neorganizované, vycházející z generace beatniků. Samo slovo hippie je zdrobnělinou výrazu hipster, který beatnici často užívali k popisu nonkonformních hrdinů svých děl. Šířit se začalo v polovině 60. let ze západního pobřeží USA, ze San Francisca. Cíle „hippísáků“ byly nejednotné, za základní lze ale považovat vzpouru proti společnosti, mír, lásku, přátelství, svobodu. K naplnění těchto cílů se sdružovali do skupin či komun, které pak často provozovaly volnou lásku (free love). Často se užívaly drogy – zvláště psychedelické (LSD). Častým cílem byl někdy ale jen opak chování většinové společnosti a vyjádření protestu. Hippies propagovali spontánní chování, lásku a prosazovali názor, že si člověk má užít života a nebudovat kariéru, nehonit se za penězi. Příslušníci hippies nosili často dlouhé vlasy, volné oblečení a korálky a celkově prosazovali „primitivní“ vzhled jako projev negativní reakce proti estetice hegemonní maskulinity v 30., 40. a 50. letech 20. století.
Dalším poměrně výrazným projevem spojeným s tímto hnutím bylo tíhnutí k mysticismu, různým druhům východních náboženství a filosofií, objevování na Západě doposud neznámých kultur a zvyků a jejich propojování se soudobou kulturou a způsobem uvažování.
Hippie móda měla zásadní vliv na populární hudbu, televizi, film, literaturu a výtvarné umění. Po 60. letech bylo mnoho aspektů asimilováno do většinové společnosti. Dědictví hippies lze pozorovat v soudobé kultuře v různých formách – od zdravé výživy, přes hudební festivaly po kybernetickou revoluci.
Jako konec éry bývá označován festival v Altamontu, kde ochranka tvořená členy motorkářského gangu Hells Angels ubodala černošského fanouška Mereditha Huntera.
Pacifismus stoupenců hippies ovlivnil i politické dění tehdejšího světa. V roce 1968 došlo kromě USA k vzpourám mládeže i v dalších jiných zemích, hlavně v Evropě, kde došlo k největším střetům ve Francii či Západním Německu, japonská mládež například protestovala proti americkým vojenským základnám v zemi.
Kromě silně nekonformního způsobu života, který provokoval většinovou konzervativní americkou společnost, se velmi angažovali v protestech proti válce ve Vietnamu, organizovali obrovské protiválečné demonstrace. Tehdejší americká mládež totiž byla do stále se prodlužující a ne příliš úspěšné války povolávána (například pomocí tzv. draft lottery), takže odpor proti konfliktu vzrostl rychle a trval velmi dlouho.
Po skončení této války zmizel i společný nepřítel a hippies jako masové hnutí se postupně asimilovalo; největší část stoupenců se později stala běžnou součástí většinové společnosti i s jejími hodnotami, malá část podlehla drogám a jen velmi malá část příslušníků hippies zůstala ve společenstvích věrna všem původním ideálům. Přesto v 70. a 80. letech některé atributy hnutí získaly na popularitě, jednalo se nejen o protiválečný aktivismus (který například v Evropě měl podobu protestů proti americkým a sovětským balistickým střelám), ale také i o zvýšení zájmu o východní náboženství, ekologii, vegetariánství, či alternativní kulturu. Objevily se zcela nové hudební proudy, které získaly rychle na popularitě, jako například reggae, zatímco bývalí členové subkultury hippies v Británii, kteří byli fanoušky kapely Black Sabbath, vytvořili subkulturu heavy-metalu.
Snaha některých aktivistů oživit sílu hippies v časech války v Iráku ztroskotala, hlavně kvůli tomu, že do války byli posíláni již vojáci z profesionální armády a že konflikt měl stále do určité míry podporu mezi veřejností. I přesto ale na protestech proti tomuto konfliktu zazněla podobná hesla jako před třiceti lety a ozvali se i někteří původní účastníci protestů.

## Politická orientace

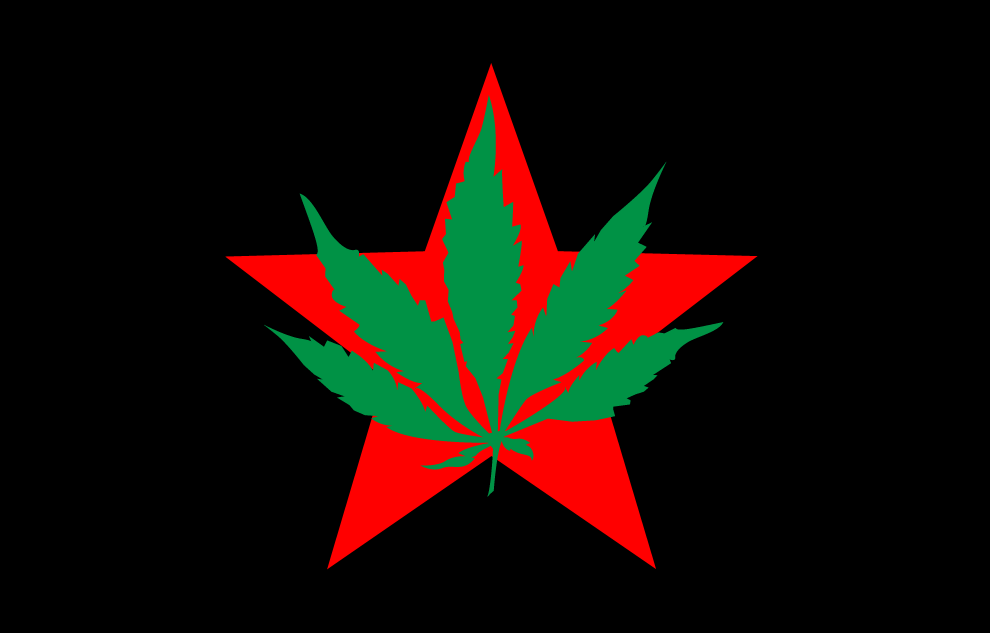
Vlajka Youth International Party, „yippies“, radikální antiautoritářské skupiny, která v roce 1968 navrhla prase jako kandidáta na úřad prezidenta Spojených států.

Z politických ideologií má hnutí nejblíže k anarchismu, komunismu či zelenému liberalismu. Hippies navazovali na myšlenky bohémských intelektuálů jako jsou William Blake, Walt Whitman, Ralph Waldo Emerson, Henry David Thoreau, Hermann Hesse, Arthur Rimbaud, Oscar Wilde, Aldous Huxley,ale i myslitelů Guya Deborda, Friedricha Nietzscheho a u některých byla též oblíbená postava Chea Guevary. V období největšího rozkvětu hippies zaznamenala ve Spojených státech a v západní Evropě nárůst i takzvaná Nová levice (New Left). Stoupenci tohoto hnutí, většinou vysokoškolští studenti a intelektuálové, sdíleli s hippies některé názory na svět, prosazovali mír, socialismus, lidská práva, feminismus, velkou míru osobní svobody, legalizaci lehkých drog atd. Z Nové levice vzešla i zelená politika, tedy ideologický základ moderních „zelených“ stran. Někteří z hippies se přikláněli také k anarchoprimitivismu.[zdroj?]
Ačkoliv ve Spojených státech a v západní Evropě hnutí odmítalo nacionalismus a prosazovalo kosmopolitismus („občané světa"), v zemích tzv. sovětského bloku (Polsko, baltské republiky SSSR a sovětská Ukrajina, Československo v roce 1968 atd.) často docházelo k míšení ideálů hnutí hippies a vlastenectví, respektive odporu k Sovětskému svazu. To se projevovalo například oblibou folkových motivů, jako jsou vyšívané plátěné košile nebo hudebních interpretů, jako byl Karel Kryl.[zdroj?]
Na vzhled hippies reagovali stoupenci subkultury skinhead zkrácením vlasů a vytvořením své „hard and smart“ image (např. košile, těžké boty, uplé džíny, kabáty, upravené vousy „kotlety“,...) , jako protiklad proti volnému oblečení a neupravenému „divokému“ vzhledu. Skinheadi také nesouhlasili a opovrhovali jejich „volnomyšlenkářským a nezodpovědným“ přístupem k životu. Místo volné lásky byli spíše pro rodinnou cestu, místo nezaměstnání byli pracující třídou a mnoho dalších. Proto byli a jsou hlavními přirozenými oponenty hippies právě skinheadi.

## Umění
Během období jejich největšího rozmachu zcela neprogramově vytvořili či se podíleli na vytvoření alternativního umění. Nejvýraznějším projevem byla hudba – beat, psychedelický rock, (a z něho vyplývající) hard rock (např. Jefferson Airplane, Beatles, The Doors, Janis Joplin, Jimi Hendrix); samotní hudebníci a skupiny do svých textů zařadili témata kritizující společnost, používání drog a samozřejmě i odpor k válce. Dnešní stoupenci hippies vyjadřují často velký obdiv k tehdejším hudebním skupinám a festivalům, mezi které patří např. velmi známý Woodstock.

## Cestování

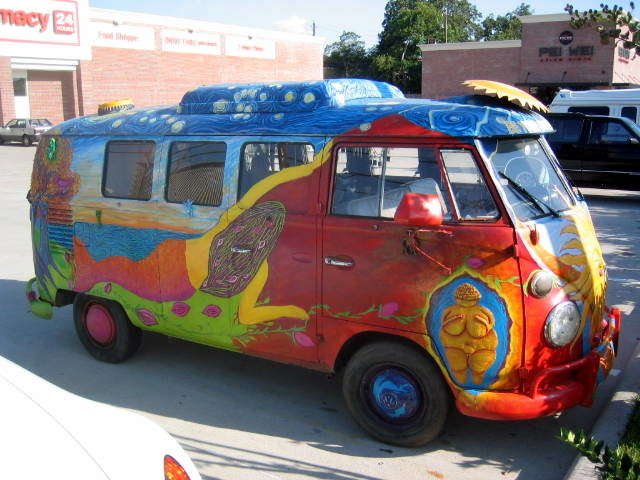
Volkswagen Kombi z roku 1967, vyzdobený ruční malbou

Cestování, vnitrostátní i mezinárodní, bylo výrazným rysem kultury hippies. Populární byly školní autobusy podobné autobusu Furthur Kena Keseyho nebo minibusy značky Volkswagen, protože skupiny přátel mohly cestovat levně a přitom společně. VW Bus (Volkswagen typ 2) se stal známý jako hippie a undergroundový symbol a mnoho autobusů bylo přemalováno a/nebo malováno na zakázku. Symbol míru často nahrazuje logo Volkswagen. Mnozí příslušníci hippies si oblíbili stopování jako hlavní způsob dopravy, protože to bylo ekonomické, šetrné k životnímu prostředí a poznávali tak nové lidi.
Hippies měli tendenci cestovat nalehko, moci se zvednout a jít na některou z akcí (demonstrace proti válce ve Vietnamu, „kyselinové testy“ Kena Keseye, aj.). Příslušníkům hippies stačilo nějaké oblečení v batohu a mohli stopovat kdekoliv. Hippie domácnosti přivítaly přenocování hostů v improvizovaných podmínkách. Lidé většinou spolupracovali na splnění základních potřeb. Tento způsob života je stále vidět u Rainbow Family.
Během léta a na podzim celé rodiny cestovaly společně ve svých nákladních automobilech a autobusech na Renesanční trhy (Renaissance Fair) v severní Kalifornii, kde vyráběly řemeslné výrobky, které pak prodávaly veřejnosti.
Vrchol zkušenosti tohoto typu byl festival Woodstock, který se konal od 15. do 19. srpna 1969 nedaleko městečka Bethel ve státě New York. Festival navštívilo více než 500 000 lidí.

## Dědictví
Dědictví hnutí hippies nadále prostupuje západní společností. Otevřenost v sexuálních záležitostech je stále běžnější. Přijala se větší náboženská a kulturní rozmanitost.
Odlišný vzhled a oděv byl jedním z bezprostředních dědictví hippies po celém světě. V 60. a 70. letech se kníry, vousy a dlouhé vlasy staly samozřejmostí, zatímco multietnické oblečení vévodí světu módy. Od té doby se široká škála osobního vzhledu a oděvních stylů, včetně nudismu staly přijatelné, což bylo neobvyklé před érou hippies. Hippies taky inspirovali pokles popularity kravaty a dalšího formálního společenského oblečení, které bylo fakticky povinné pro muže v 50. a 60. letech. Dlouhé vlasy jako dědictví po hippies převzala také hard rocková a metalová subkultura.

## Hippies v Československu
V Československu se začali sympatizanti hnutí hippies (oficiálním tiskem označovaní jako „máničky“, „chuligáni“) objevovat v polovině 60. letech a byli režimem pronásledováni, hlavně za protisocialistickou činnost a vyhýbání se vojenské povinnosti. Významným místem projevů proti tehdejšímu režimu se stala tzv. Lennonova zeď v Praze na Kampě.

## Hesla a pokřiky hippies
- Milujte se, neválčete! (Make love, not war)
- Osvoboď svou mysl! (Let your minds be free)
- Síla květin (Flower power)
- Dej míru šanci! (Give peace a chance)
- Mír a lásku! (Peace & Love)
- Mír prosím! (Peace please)
- Nevěřte nikomu, komu je přes třicet (Don't Trust Anyone Over Thirty)
- Vše, co potřebujete, je láska! (All you need is love)
- Moje svoboda končí tam, kde začíná svoboda druhého (My freedom ends where the freedom of another begins)
- Láska ano, peníze ne (Make love, not money)